# Chanira Bajracharya
Chanira Bajracharya (em nepali:  चनिरा बज्राचार्य; nascida em 1995) é uma ex-Kumari ou Deusa Viva de Patan no Nepal.

## Biografia
Chanira nasceu no Nepal e foi escolhida como deusa viva em abril de 2000, e entronizada quando tinha cinco anos de idade. No final de maio de 2001, ela chorou por quatro dias, o que foi interpretado como um mau presságio. Um dia depois que ela parou de chorar, ocorreu o massacre real nepalês. Seu reinado terminou quando ela atingiu a puberdade aos 15 anos, quando menstruou pela primeira vez, como é costume em Kumaris. Ela foi sucedida por Samita Bajracharya. Chanira Bajracharya é sobrinha de Dhana Kumari Bajracharya, uma das deusas vivas mais antigas, que reinou em Patan por três décadas.
Chanira fala inglês fluentemente, o qual aprendeu durante seu reinado como Deusa Viva. Após sua aposentadoria como Deusa Viva, ela estudou administração de empresas na Universidade de Kathmandu, eventualmente ganhando um Master of Business Administration. Chanira Bajracharya está na lista das 100 mulheres da BBC anunciada em 18 de novembro de 2016.